# BMW M30
 (février 2024).
La mise en forme du texte ne suit pas les recommandations de Wikipédia : il faut le « wikifier ».
Les points d'amélioration suivants sont les cas les plus fréquents. Le détail des points à revoir est peut-être précisé sur la page de discussion.
- Les titres sont pré-formatés par le logiciel. Ils ne sont ni en capitales, ni en gras.
- Le texte ne doit pas être écrit en capitales (les noms de famille non plus), ni en gras, ni en italique, ni en « petit »…
- Le gras n'est utilisé que pour surligner le titre de l'article dans l'introduction, une seule fois.
- L'italique est rarement utilisé : mots en langue étrangère, titres d'œuvres, noms de bateaux, etc.
- Les citations ne sont pas en italique mais en corps de texte normal. Elles sont entourées par des guillemets français : « et ».
- Les listes à puces sont à éviter, des paragraphes rédigés étant largement préférés. Les tableaux sont à réserver à la présentation de données structurées (résultats, etc.).
- Les appels de note de bas de page (petits chiffres en exposant, introduits par l'outil «  Source ») sont à placer entre la fin de phrase et le point final[comme ça].
- Les liens internes (vers d'autres articles de Wikipédia) sont à choisir avec parcimonie. Créez des liens vers des articles approfondissant le sujet. Les termes génériques sans rapport avec le sujet sont à éviter, ainsi que les répétitions de liens vers un même terme.
- Les liens externes sont à placer uniquement dans une section « Liens externes », à la fin de l'article. Ces liens sont à choisir avec parcimonie suivant les règles définies. Si un lien sert de source à l'article, son insertion dans le texte est à faire par les notes de bas de page.
- La présentation des références doit suivre les conventions bibliographiques. Il est recommandé d'utiliser les modèles {{Ouvrage}}, {{Chapitre}}, {{Article}}, {{Lien web}} et/ou {{Bibliographie}}. Le mode d'édition visuel peut mettre en forme automatiquement les références.
- Insérer une infobox (cadre d'informations à droite) n'est pas obligatoire pour parachever la mise en page.

Pour une aide détaillée, merci de consulter Aide:Wikification.
Si vous pensez que ces points ont été résolus, vous pouvez retirer ce bandeau et améliorer la mise en forme d'un autre article.
La BMW M30 est un moteur essence six cylindres en ligne SACT produit de 1968 à 1995. Avec une production de 27 ans, il s'agit du moteur produit le plus longtemps par BMW et a été utilisé dans de nombreux modèles de voitures.
Les premiers modèles à utiliser le moteur M30 furent les berlines BMW 2500 et 2800. Les premiers modèles M30 étaient produits avec une cylindrée de 2 494 centimètres cubes (2,5 l) et 2 788 centimètres cubes (2,8 l) . Des versions de plus grande cylindrée ont été introduites au fil du temps, la plus grande version étant 3 430 cm3 (209,3 po3), qui portait parfois le badge "3,5 litres". Conformément au moteur quatre cylindres BMW M10 à partir duquel le M30 a été développé, le M30 possède un bloc en fer, une culasse en aluminium et un arbre à cames en tête avec deux soupapes par cylindre.
Le moteur a reçu les surnoms de « Big Six » et « Senior Six », à la suite de l'introduction du plus petit moteur six cylindres en ligne BMW M20 à la fin des années 1970. Le M30 a été produit aux côtés du M20 tout au long de la production du M20, et avant l'introduction du moteur BMW M70 V12 en 1987, le M30 était le moteur de production régulière le plus puissant et le plus gros de BMW.
À la suite de l'introduction du moteur BMW M50 en 1990, le M30 a commencé à être progressivement abandonné.

## Conception
Le M30 a été initialement développé à la fin des années 1960, vaguement basé sur le moteur quatre cylindres BMW M10 utilisé pour la première fois dans les berlines et coupés BMW New Class. Initialement, le code moteur était "M06" et "M68", jusqu'à ce que toutes les versions commencent à utiliser le préfixe "M30" en 1981,,.
Les caractéristiques communes entre le M10 et le M30 incluent un profil abaissant une inclinaison de 30 degrés vers la droite, une culasse à flux transversal (une tête à flux de gaz dans les conceptions ultérieures[réf. nécessaire]) et arbre à cames entraîné par chaîne avec actionnement de soupape à culbuteur. D'autres similitudes incluent un bloc en fonte avec une tête en aluminium et un vilebrequin forgé. Les deux premiers moteurs M30 introduits étaient le 2.5 L (2 494 cm3) et le 2.8 L (2 788 cm3), qui utilisaient toutes deux un 86 mm (3,39 po) alésage.

## Moteur M30B35LE/M90
Le moteur M30B35LE, également appelé M90, a été utilisé dans plusieurs modèles de 1979 à 1982. Il combine le bloc du moteur BMW M88 DOHC du sport automobile avec la culasse SACT du M30.

## Versions
| Version | Déplacement           | Puissance de sortie                     | Couple                 | Année |
| ------- | --------------------- | --------------------------------------- | ---------------------- | ----- |
| M30B25V | 2 494 cm3 (152,2 po3) | 110 kW (150 PS ; 148 ch) à 6 000 tr/min | 211 N.m à 3 700 tr/min | 1968  |
| M30B25  | 2 494 cm3 (152,2 po3) | 110 kW (150 PS ; 148 ch) à 6 000 tr/min | 215 N.m à 3 700 tr/min | 1981  |
| M30B28V | 2 788 cm3 (170,1 po3) | 125 kW (170 PS ; 168 ch) à 6 000 tr/min | 235 N.m à 3 700 tr/min | 1968  |
| M30B28  | 2 788 cm3 (170,1 po3) | 135 kW (184 ch) à 5 800 tr/min          | 240 N.m à 4 200 tr/min | 1977  |
| M30B30V | 2 986 cm3 (182,2 po3) | 132 kW (180 PS ; 178 ch) à 6 000 tr/min | 255 N.m à 3 700 tr/min | 1971  |
| M30B30  | 2 986 cm3 (182,2 po3) | 147 kW (200 PS ; 197 ch) à 5 500 tr/min | 272 N.m à 4 300 tr/min | 1971  |
| M30B32  | 3 210 cm3 (195,9 po3) | 147 kW (200 PS ; 197 ch) à 5 500 tr/min | 285 N.m à 4 300 tr/min | 1976  |
| M30B33V | 3 295 cm3 (201,1 po3) | 139 kW (189 ch) à 5 500 tr/min          | 289 N.m à 3 500 tr/min | 1973  |
| M30B34  | 3 430 cm3 (209,3 po3) | 160 kW (218 ch) à 5 800 tr/min          | 310 N.m à 4 200 tr/min | 1982  |
| M30B35  | 3 430 cm3 (209,3 po3) | 155 kW (211 ch) à 5 700 tr/min          | 305 N.m à 4 000 tr/min | 1988  |

### M30B25V

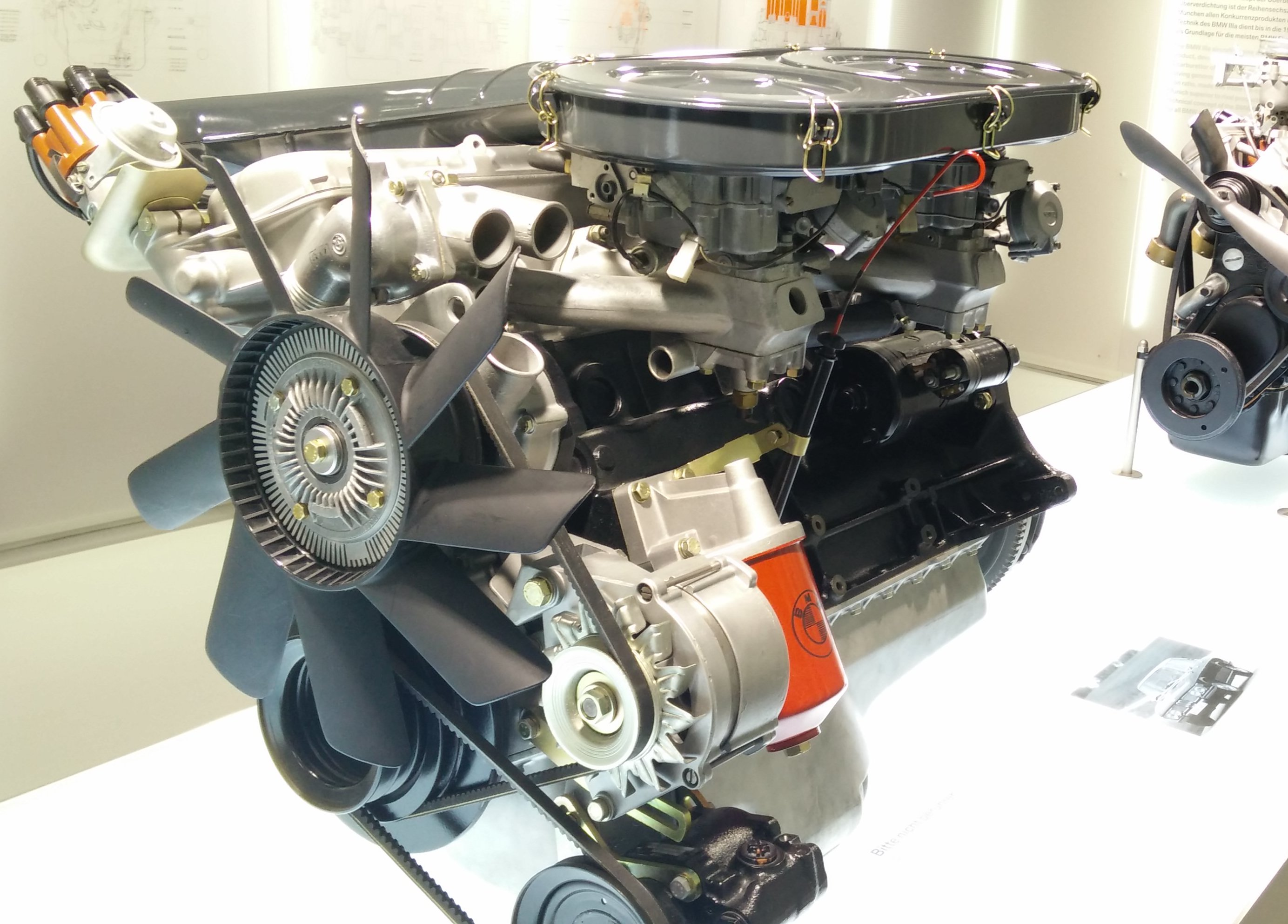
BMW M30 avec carburateur au Musée BMW

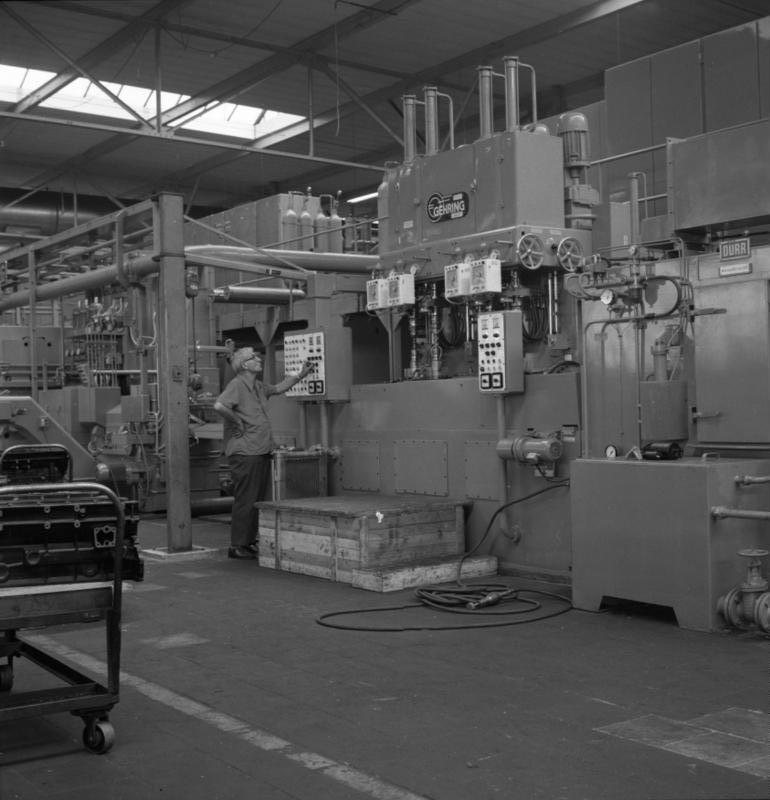
Fabrication du M30 à Munich

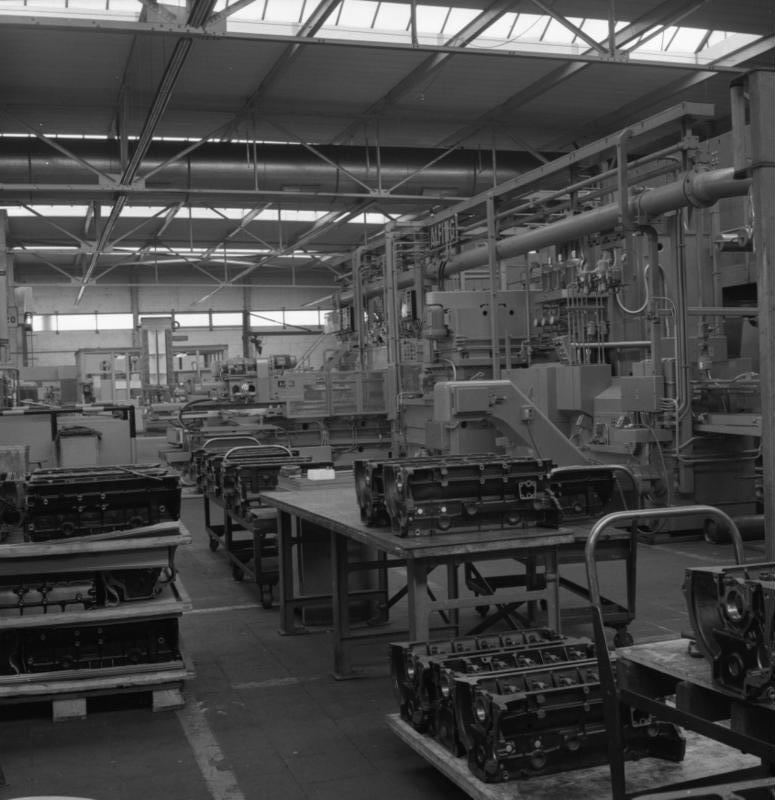
Fabrication du M30 à Munich

Les 2 494 cm3 (152,2 po3) premiers la version du M30 a été introduite dans l'E3 2500 de 1968. Cette version utilise des carburateurs doubles Solex Zenith 35/40 INAT, a un taux de compression de 9,0:1 et produit 110 kW (150 ch) dans la plupart des applications. Il a un alésage de 86 mm (0,086 m) et une course de 71,6 mm (0,0716 m) .
Le M30B25 s'appelait auparavant M06 et M68, avant que BMW ne le renomme rétroactivement M30B25V (V pour Vergaser - carburateur en allemand).
Applications :
- 1968-1977 E32500
- 1974-1975 E9 2.5CS
- 1973-1976 E12 107 kW (145 PS ; 143 ch), Carburateur Solex 4A1[réf. nécessaire]</link>
- 1976-1981 E12 525
- 1977-1979 E23 725[9]

### M30B25
En 1981, l'injection électronique de carburant Bosch L-Jetronic a été ajoutée aux 2 494 cm3 (152,2 po3) version. La puissance de pointe est restée inchangée à 110 kW (150 ch), mais le couple a légèrement augmenté à 215 N.m.
Applications :
- 1981-1987 E28 525i[10]
- 1981-1986 E23 725i[11],[12]

### M30B28V
Dans sa forme originale, le 2.8 à carburateur utilisait deux carburateurs Solex Zenith "35/40 INAT", le taux de compression est de 9,0:1 et le moteur produit 125 kW (170 PS ; 168 ch) et 235 N⋅m (174 lb⋅pi). Les spécifications ont ensuite varié en fonction de l'année modèle, du carburateur et du pays. L'alésage est 86 mm (0,086 m) et la course est 80 mm (0,08 m).
Cette version a également été connue sous les noms de M06 et M68, avant que BMW ne la renomme M30B28V.
Applications :
- 1968-1977 E3 2800 / 2,8L- 125 kW (170 PS ; 168 ch) [14],[15]
- 1968-1971 E9 2800CS- 125 kW (170 ch) [16]
- 1971-1971 E3 Bavière — 168 hp (125 kW)[17],[18], États-Unis uniquement
- 1974-1976 E12 121 kW (165 PS ; 163 ch) carburateurs doubles Zenith INAT[19] (p89)[20],[21]
- 1976-1978 E12 125 kW (170 PS ; 168 ch), carburateur Solex 4A1[22] (p25)
- 1977-1979 E23 125 kW (170 PS ; 168 ch), carburateur Solex 4A1[23]

### M30B28
En 1977, l'injection électronique de carburant Bosch L-Jetronic a été ajoutée aux 2 788 cm3 (170,1 po3) version. Puissance augmentée à 135 kW (184 ch) et le couple augmenté à 240 N.m.
- 1977-1978 E12 528i — Amérique du Nord uniquement, 129 kW (175 ch), taux de compression de 9,0:1
- 1978-1981 E12 528i- 130 kW (177 PS ; 175 ch)[24]
- 1979-1986E23 728i
- 1979-1987 E24 628CSi
- 1981-1987 E28 528i[25]

### M30B30V
Basé sur la version M30B28V avec un 3 mm (0,1181102361 po) alésage plus grand, le M30B30V produit 132 kW (180 PS ; 178 ch) et 255 N.m,, utilise des carburateurs doubles Zenith 35/40 INAT et a un taux de compression de 9,0:1. En version américaine, ce moteur produisait 127 kW (170 ch) à 5800 tr/min.
Applications:
- 1971-1975 E9 3.0CS
- 1971-1972 E9 3.0 CSL
- 1971-1974 E3 3.0 S / 3.0 L / Bavière
- 1976-1979 E24 630 CS- 136 kW (185 PS ; 182 ch), carburateur Pierburg 4A1[15],[29]
- 1977-1979 E23 135 kW (184 PS ; 181 ch), carburateur Solex 4 A 1[30]

### M30B30
La version à injection de carburant du 2 986 cm3 (182,2 po3) M30 a fait ses débuts en 1971 dans l'E9 3.0 CSi et utilisait initialement le système d'injection de carburant mécanique Bosch D-Jetronic. En 1976, le système d'injection de carburant a été mis à niveau vers l'injection électronique de carburant Bosch L-Jetronic. Le M30B30 produit jusqu'à 147 kW (200 PS ; 197 ch) et 272 N⋅m (200 lb⋅ft), selon l'année modèle et si un convertisseur catalytique est installé. Le taux de compression est de 9,2:1. Avec pot catalytique, le taux de compression est de 9:1.
Applications:
- 1971-1975 E9 3.0 CSi- 147 kW (200 PS ; 197 ch)[32]
- 1972-1973 E9 3.0 CSL- 147 kW (200 PS ; 197 ch)
- 1972-1975 E3 3.0Si- 147 kW (200 ch)
- 1975-1978 E12 530i — Amérique du Nord uniquement, 131 kW (178 ch)[33]
- 1976-1976 E12 530 MLE — Afrique du Sud uniquement, 147 kW (200 ch)[34]
- 1977-1978 E24 630CSi — Amérique du Nord uniquement, 129 kW (175 ch)[35]
- 1986-1995 E32 730i- 138 kW (188 ch)[36],[37]
- 1988-1990 E34 530i- 138 kW (188 ch)

### M30B32
Malgré une capacité de 3 210 cm3 (195,9 po3), ce moteur est apparu dans de nombreuses voitures badgées de manière à suggérer 3,3 l (201 po3) de cylindrée- comme les 633i, 3.3 Li et 733i. Le taux de compression est de 8,8:1. Dans le coupé E24 633CSi, le M30B32 utilise l'injection électronique de carburant Bosch L-Jetronic. La version américaine a utilisé L-Jetronic de 1978 jusqu'au milieu de 1981, passant à l'injection numérique de carburant Motronic en juin de la même année. La 732i de 1979 est la première utilisation par BMW de l'injection de carburant Motronic de Bosch. L'alésage est 89 mm (0,089 m) et la course est 86 mm (0,086 m) .
Applications:
- 1973-1975 E9 3.0 CSL- 152 kW (206 PS ; 203 ch), 3 153 cm3 (192,4 po3)
- 1976-1984 E24 633CSi- 145 ou 147 kW (194 ou 197 ch) en spécifications Euro, 128 - 130 kW (172 - 174 ch) dans les spécifications américaines
- 1976-1979 E3 3.3 Li- 147 kW (200 PS ; 197 ch)[39]
- 1977-1984 E23 733i- 147 kW (200 PS ; 197 ch) en spécifications Euro[40], 130-145 kW (−67 ch) dans les spécifications américaines
- 1979-1981 E12 533i — Amérique du Nord uniquement, 135 kW (184 ch)[41]
- 1979-1986 E23 732i- 144 kW (196 ch)
- 1982-1984 E28 533i — Amérique du Nord uniquement, 135 kW (184 ch)
- 1984-1986 E30 333i — Afrique du Sud uniquement, 145 kW (197 ch)

### M30B33V
Le M30B33 à carburateur produit 140 kW (190 PS ; 187 ch) et 289 N.m. Il a un alésage de 89 mm (0,089 m) et un coup de 88 mm (0,088 m) .
Applications:
- 1973-1975 E3 3,3 L[43]

### M30B34
Les moteurs M30B34 vendus en Europe et sur la plupart des autres marchés utilisaient un taux de compression de 10,0:1 et produisaient 160 kW (218 PS ; 215 ch). En Amérique du Nord et au Japon, le M30B34 utilisait un taux de compression de 8,0:1 et produisait 136 kW (185 PS ; 182 ch). Ce moteur a également été proposé en Europe de la seconde moitié de 1985 jusqu'au milieu de 1987(p238). Sur tous les marchés, le système d'injection de carburant numérique Bosch Motronic a été utilisé. L'alésage est 92 mm (0,092 m) et la course est 86 mm (0,086 m) .
Applications:
- 1982-1987 E23 735i/L7
- 1982-1987 E24 635CSi/ 218 PS (160 kW) en spécifications Euro[15](p241)
- 1985-1988 E28 535i/535is/M535i

### M30B35

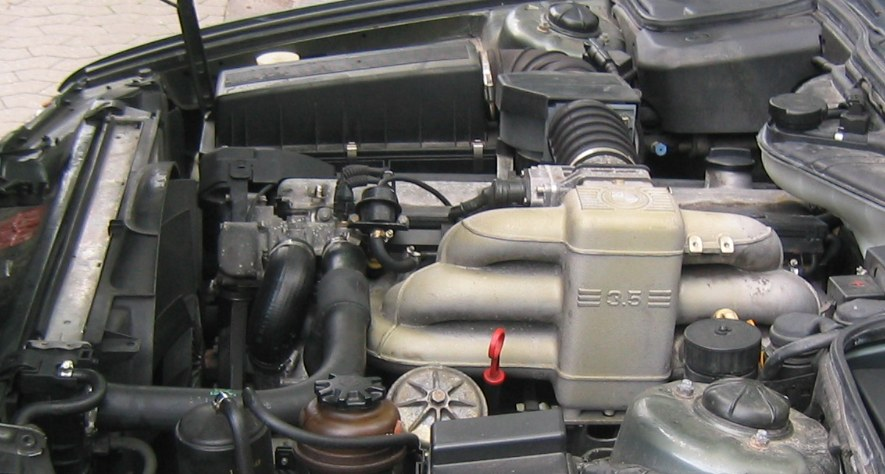
M30B35

Ce moteur a une capacité de 3 430 cm3 (209,3 po3), malgré le code modèle "B35". Il produit 155 kW (211 PS ; 208 ch) à 5700 tr/min et 305 N⋅m (225 lb⋅ft) à 4000 tr/min, a un taux de compression de 9,0:1 et utilise l'injection de carburant numérique Bosch Motronic 1.3. Il était également proposé sans pot catalytique pour certains marchés ; cette version produit 162 kW (220 PS ; 217 ch) et 315 N⋅m (232 lb⋅ft) aux mêmes régimes moteur.
Avec un alésage de 92 mm (0,092 m) et la course de 86mm (0,086 m), cela fait du M30B35 un moteur supercarré
Applications:
- 1988-1989 E24 635CSi
- 1986-1992 E32 735i [46],[47]
- 1987-1992E34 535i
- 1988-1989 Rayton Fissore Magnum 3.5 [48]

## Turbocompression
Le M30 était à la base des moteurs turbocompressés M102 et M106.
L'Alpina B10 Biturbo utilisait une version modifiée du M30, avec deux turbocompresseurs et des pistons forgés. Produire 265 kW (360 ch) à 6000 tr/min et 520 N.m à 4000 tr/min, le moteur a fait de cette voiture la berline la plus rapide du monde. Les 50 derniers blocs M30 ont été expédiés à Alpina pour être utilisés dans les 50 derniers Biturbos B10.
Cependant, le moteur M30B35 est souvent utilisé lors de la préparation. Avec son taux de compression assez bas, il supporte facilement une pression de 0,8/1 bar (sans changement des pistons moulés) pour sortir dans les alentours de 294 kW (400 ch).

### M102
Le M102 a été produit de 1980 à 1982. Il s'agissait du premier moteur six cylindres turbocompressé de BMW.
Le M102 (également connu sous le nom de M30B32LAE) a une cylindrée de 3 210 cm3 (195,9 po3). Le turbocompresseur KKK K27 produit 9 psi (0,62 bar) de boost  et un refroidisseur intermédiaire air-air est utilisé. Le taux de compression est de 7,0:1.
Le M102 produit 188 kW (256 ch)  et a été utilisé dans la série E23 7, dans le modèle était désigné "745i". Le M102 n'était pas disponible dans les voitures à conduite à droite, ce qui a conduit au sud-africain 745i utilisant à la place le moteur six cylindres en ligne à DACT à aspiration naturelle BMW M88.
Applications:
- 1980-1982 E23 745i

### M106
Le M106 (également appelé M30B34MAE ) a remplacé le M102 et a été produit de 1982 à 1986.
Certaines des améliorations du M106 par rapport à son prédécesseur sont le résultat de la version M30B34 du M30, également sortie en 1982. Ces améliorations incluent la gestion du moteur Bosch Motronic et une cylindrée augmentée à 3 430 cm3 (209,3 po3) . Le taux de compression a été augmenté de 7,0:1 à 8,0:1,.
La puissance de pointe est la même 185 kW (252 ch) comme le M102, mais cela se produit à un régime inférieur et l'augmentation maximale est réduite de 9 à 6 psi (0,62 à 0,41 bar).
Il n'y a pas eu de successeur direct au M106, mais le prochain moteur essence turbocompressé de BMW était le BMW N54, introduit en 2006.
Applications:
- 1982-1986 E23 745i

## Sport automobile

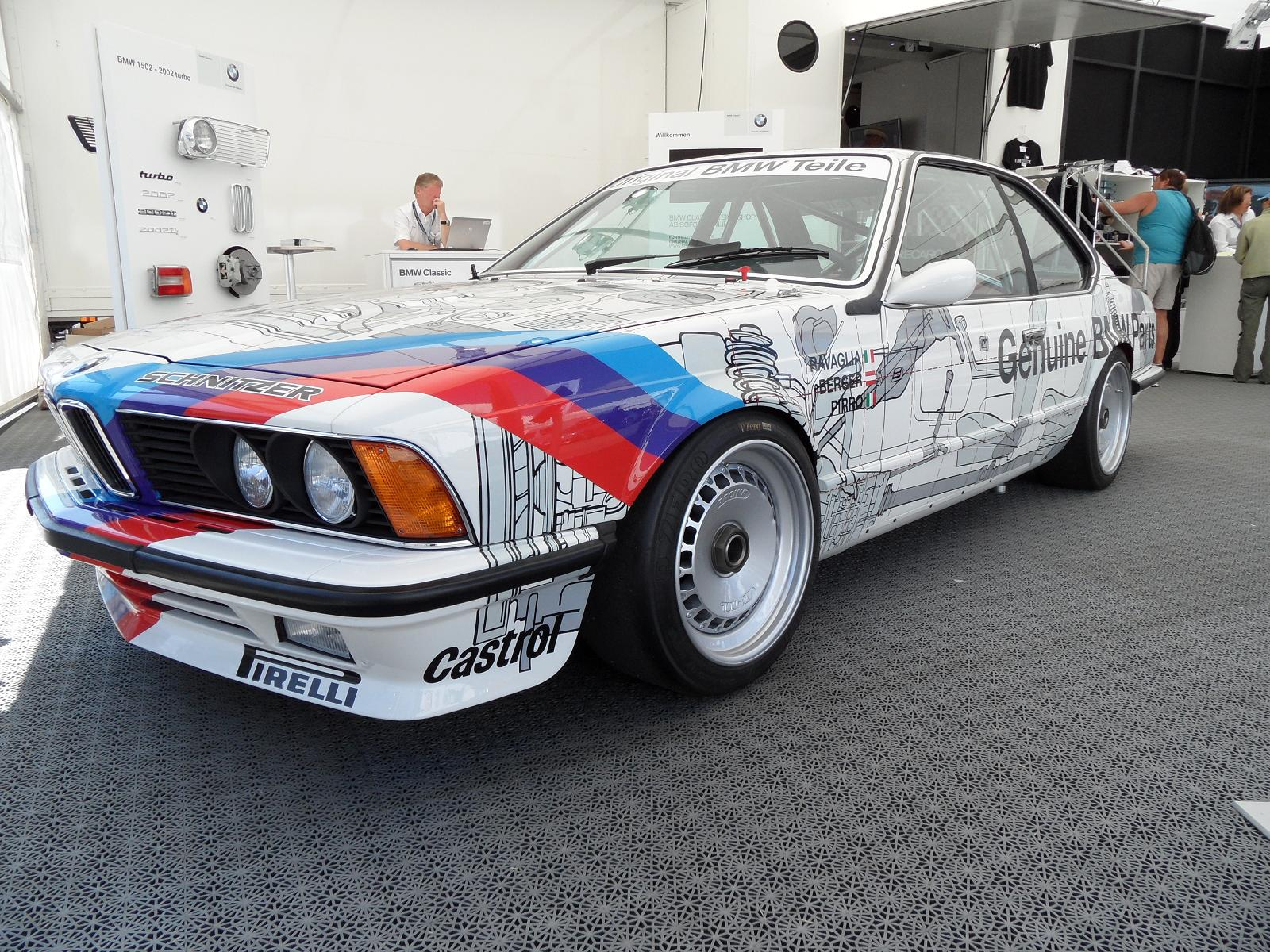
E24 635 CSi Groupe A

Le M30 a propulsé une série de coupés E9 CSL et E24 Série 6 au Championnat d'Europe des voitures de tourisme (ETCC) tout au long des années 1970 et jusqu'au milieu des années 1980, même si une culasse à DACT à 24 soupapes plus puissante avait été développée pour les sports automobiles de haute performance et la rue. utiliser.
Le moteur hautes performances BMW M88 est basé sur le bloc M30.